# Тиберий Клавдий Максим
Тиберий Клавдий Максим (на латински: Tiberius Claudius Maximus) e римски легионер и офицер по времето на императорите Домициан и Траян. Неговата кариера като легионер е запазена на неговия гробен паметник.

## Биография
Тиберий Клавдий Максим произлиза вероятно от фамилия, получила римско гражданство през първата половина на I век сл. Хр. Той служи като конник по времето на император Домициан в VII Благороден и лоялен Клавдиев легион, стациониран във Виминациум в провинция Горна Мизия. Той е повишен в много функции: като квестор на конницата, на гвардейски конник (singularis) на легионския комендант и на vexillarius на конницата на легиона. Той участва във Войната на Домициан против даките (87 - 88). От него той получава отличие за храброст (dona). По времето на Траян той е войник с двойна заплата (duplicarius), рядко за помощната войска (Ala Pannoniorum). В Траяновите Дакийски войни той е explorator. На него се отдава в края на войната да открие скривалището на бягащия дакийския цар Децебал и да го хване. След неговото самоубийство той занася главата му при императора в Ранисторум и затова е повишен на декурион в неговата ала. Освен това той получава и друго отличие. Тиберий Клавдий Максим участва и в Партската война на Траян и получава още отличия. След това той e освободен с почести от армията от Теренций Скавриан, комендант с консулски ранг. Вероятно той се настанява в Македония, където е намерен неговият гроб, който той прави още докато е жив. Понеже Траян е назован на плочния надпис като дивус, Клавдий Максим е умрял след императора. Гробът на Тиберий Клавдий Максим е намерен през 1965 година при днешното село Граменци наблизо до древния град Филипи. Камъкът се намира сега в Археологичния музей на Драма.